# Мішель Демют
Мішель Демют (фр. Michel Demuth, 17 липня 1939, Ліон — 29 вересня 2006, Париж) — французький письменник-фантаст, перекладач та редактор фантастичних видань. Найбільш відомий циклом оповідань під спільною назвою «Галактичні хроніки» (фр. Les Galaxiales).

## Біографія
Мішель Демют народився в Ліоні. Він досить рано, в 19 років, розпочав писати фантастичні оповідання. Першим його опублікованим твором стало оповідання «Межа II» (фр. Marginal II), надруковане в журналі «Satellite» в 1958 році. Протягом перших 8 років літературної діяльності Демюта у французьких періодичних виданнях опубліковано близько 40 оповідань, у тому числі перше опідання з циклу «Галактичні хроніки» «Чуже літо (2020)» (фр. L'été étranger (2020)), опубліковане в 1965 році, та свій перший невеликий роман «Ключ до зірок» (фр. La clé des étoiles). З 1966 року письменник жив у Парижі, де працював у редакції журналу «Fiction» та у видавництві «OPTA», де займався підготовкою кількох серій книг фантастичного жанру. Проте з початком роботи літературним редактором Демют значно знизив свою письменницьку активність, яку відновив часково у 70-х роках XX століття. Надалі Мішель Демют працював у видавництві «Le Livre de Poche», де відповідав за випуск серій фантастичних творів. З 1972 до 1977 року він працював редактором науково-фантастичного журналу «Galaxie». Надалі, крім редакторської та письменницької діяльності, Мішель Демют займався також перекладацькою діяльністю. Він переклав французькою мовою твори Альфреда ван Вогта, Роберта Сілверберга, Роберт Шеклі, Кордвайнера Сміта, а також цикл творів Френка Герберта «Дюна». Свою літературну творчість письменник дещо знизив після початку редакторської та перекладацької діяльності, і значно рідше друкував оповідання зі своєї серії творів «Галактичні хроніки». Ця серія творів планувалась як цикл творів про майбутнє людства з 2020 до 4000 року, в якій описувались би космічна експансія людства, політична боротьба за гегемонію над людством серед різних планет, майбутні наукові відкриття людства, поступовий занепад людської цивілізації та витіснення людей з далеких планет іншопланетними расами. Проте цей проект залишився незавершеним, і Демют довів свою серію творів лише до 2185 року. Помер письменник 29 вересня 2006 року в Парижі.

## Премії та нагороди
Мішель Демют у 1977 отримав Велику премію уяви за свою серію творів «Галактичні хроніки». Також письменник посмертно отримав у 2007 році премію «Понеділок» за свою багаторічну творчість у жанрі фантастичного оповідання.

## Переклади
Твори Мішеля Демюта перекладені німецькою, румунською, російською, іспанською та іншими мовами.

## Вибрана бібліографія

### Галактичні хроніки
- 1965 — Чуже літо (L'ete etranger)
- 1965 — Вдалину, до зірок (Les grands equipages de lumiere)
- 1965 — Гамма-південна (Gamma-sud)
- 1976 — Мант (Mantes)
- 1965 — Маєток зрадника (Le fief du felon)
- 1966 — Голубий берег (Un rivage bleu)
- 1966 — Афродита 2080 (Aphrodite 2080)
- 1967 — Біг птаха бум-бум (La course de l'oiseau boum-boum)
- 1976 — Австралійські барабани (Les tambours d'Australie)
- 1976 — Око Ненависті (Haine-Lune)
- 1979 — Реле очевидності (Relais sur evidence)
- 1979 — Легендарний батальон (Le bataillon-legende)
- 1979 — Кастельгія (Castelgea)
- 1979 — Контакт в надирі (Contact en nadir)
- 1979 — Дерево люті (L'arbre de fureur)
- 1979 — Острів в океані (L'ile aux alices)
- 1979 — Вона була жорстокою… (Elle etait cruelle…)

### Інші оповідання
- 1958 — Межа 2 (Marginal II)
- 1959 — Повернення Єркова (Le retour de Yerkov)
- 1959 — Династія (Dynastie)
- 1959 — У металічні роки (Les annees metalliques)
- 1959 — Ніралья (Niralia)
- 1959 — Клімат (Les climats) — в журнале «Спутник» (Satellite) № 23
- 1960 — Ключ до зірок (La cle des etoiles)
- 1960 — Дощ у другій половині дня (La pluie de l'apres-midi)
- 1960 — Зустрічне місто (La ville entrevue)
- 1961 — Інформаційний проект (Projet information)
- 1961 — Шлях у Дріего (La route de Driegho)
- 1962 — Повернувшисься після довгого полювання (Qui revient d'une longue chasse)
- 1962 — Осінній час (L'automne incendie)
- 1963 — Людина літа (L'homme de l'ete)
- 1963 — Вісім фонтанів (Les huit fontaines)
- 1963 — Вогняний місяць (Lune de feu)
- 1963 — Битва біля Офікуса (La bataille d'Ophiuccus)
- 1963 — Сади Менестреї (Les jardins de Menastree)
- 1964 — У прекрасному… (En beaute…)
- 1964 — Ноктюрн для демонів (Nocturne pour demons)
- 1964 — Цефеїда (Cepheide)
- 1964 — На схід від Лебедя (A l'est du cygne)
- 1964 — Імператор та його поневіряння (L'empereur, le servile et l'enfer)
- 1965 — Останній контакт (Fin de contact)
- 1965 — Диво літньої ночі (Miracle d'une nuit d'ete)
- 1965 — Нудне життя Себастьяна Сюша (Le monde terne de Sebastien Suche)
- 1967 — Передих 2090 (Treve en 2090)
- 1967 — Втручання на Халмі (Intervention sur Halme)
- 1967 — Журнал нещасного посла (Journal d'un ambassadeur malheureux)
- 1969 — Яргла (Yargla)
- 1974 — Мене послали як посередника (Les mediateurs m'ont envoye)
- 1974 — Мій дорогий центр (Mon doux central)
- 1975 — У світі схиленому… (Sur le monde penche…)
- 1977 — Гімн захиснику (L'hymne au defenseur)
- 1977 — У черепахах (Aux tortues)
- 1981 — Циркуляція (Circuler)
- 2002 — Вічна музика (A melodie pour toujours)